# Circuit de Belle Isle
Le circuit de Belle Isle (The Raceway on Belle Isle en anglais) est un circuit automobile temporaire qui emprunte les allées du parc de Belle Isle à Détroit, Michigan, États-Unis, et qui accueille tous les ans (ou presque) le Grand Prix automobile de Detroit dans le cadre du championnat IndyCar depuis 1992.
Ce circuit est souvent confondu avec le circuit urbain de Détroit qui accueillait le GP de Détroit auparavant.